# Thermodiaptomus galeboides
Thermodiaptomus galeboides là một loài giáp xác trong họ Diaptomidae.